# Fannia lustrator
Fannia lustrator là một loài ruồi trong họ Fanniidae. Loài này nhỏ hơn và mảnh hơn ruồi nhà, Musca domestica, và có bề ngoài giống nhu loài ruồi Fannia canicularis.

## Hình ảnh

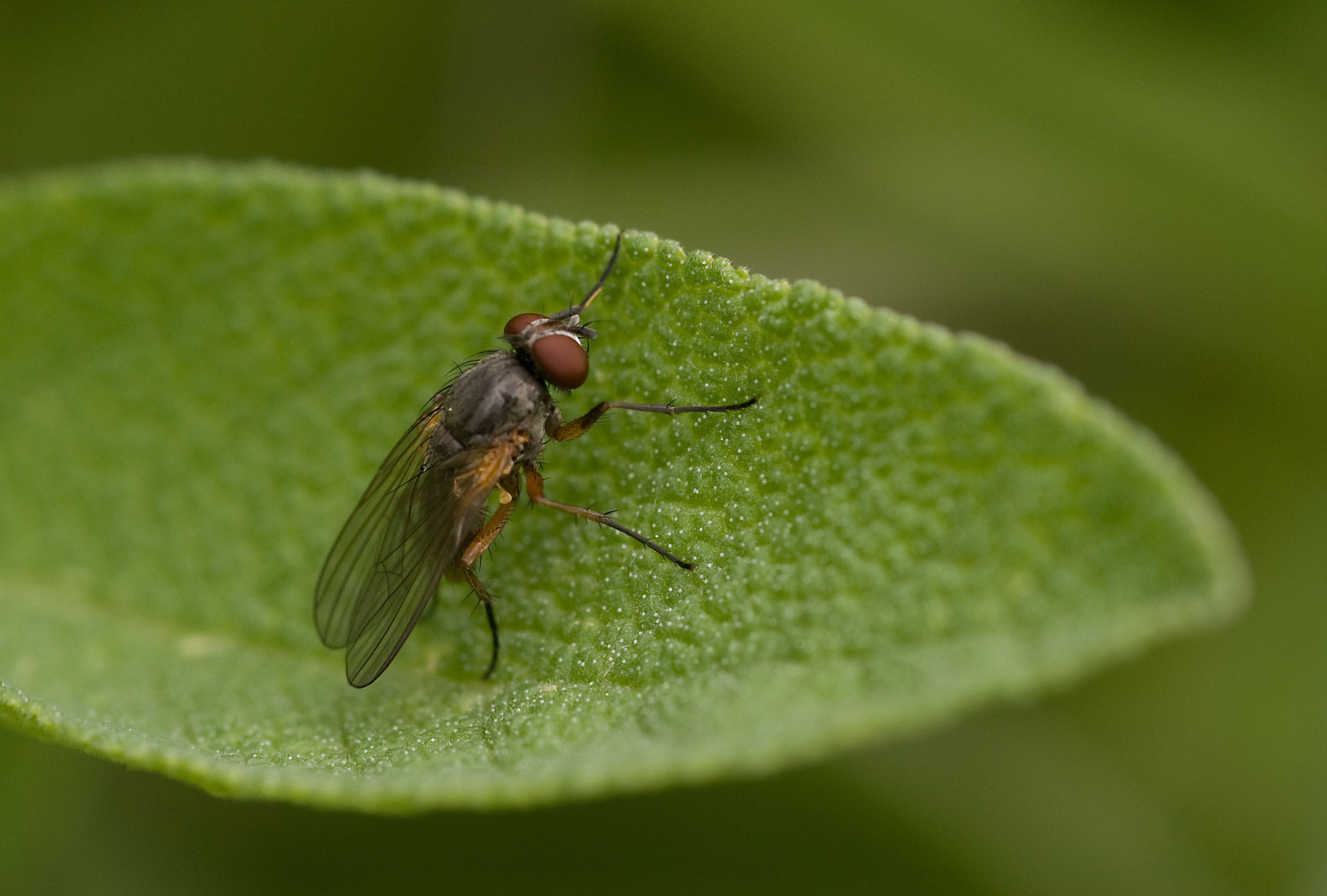
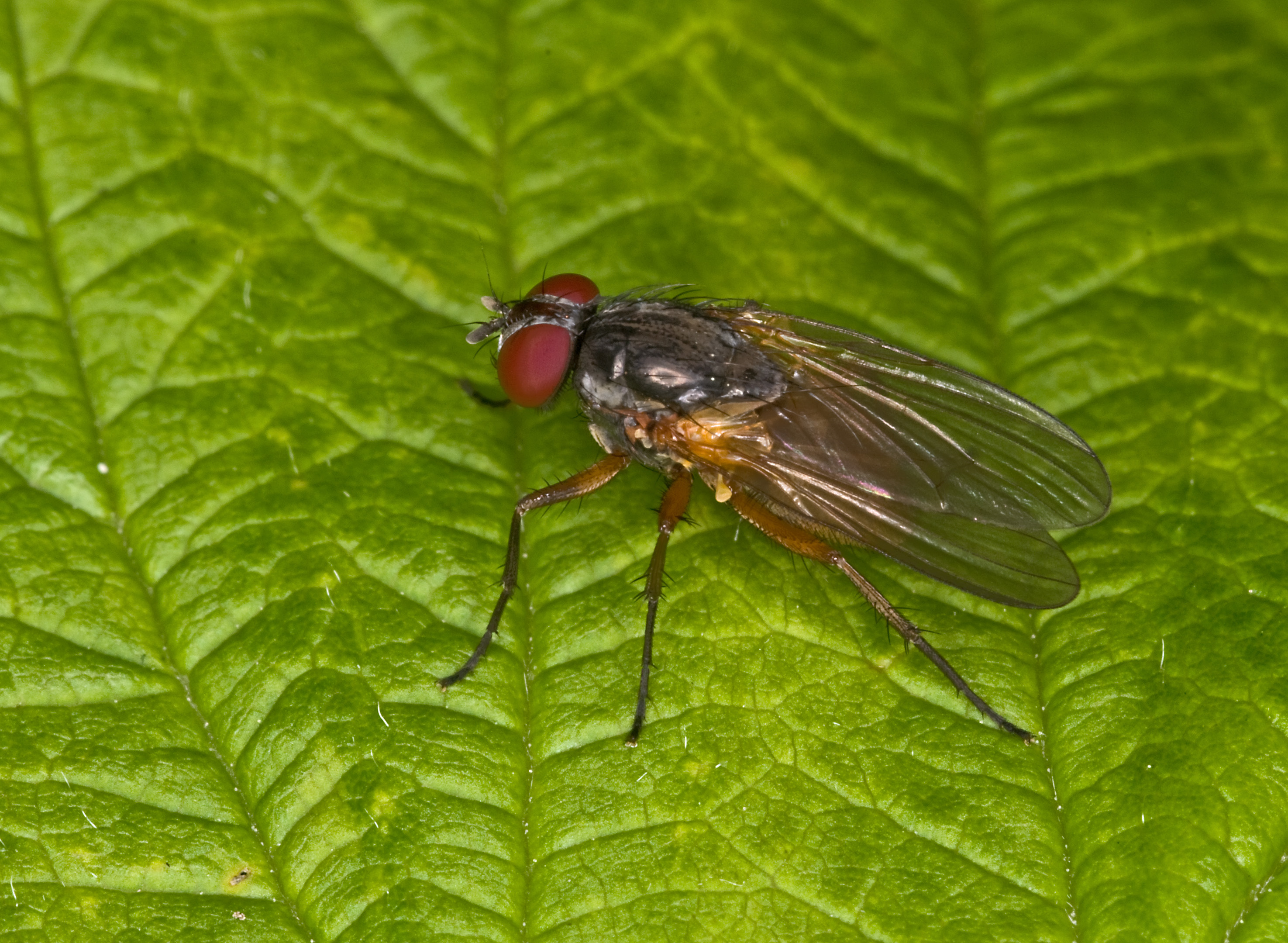
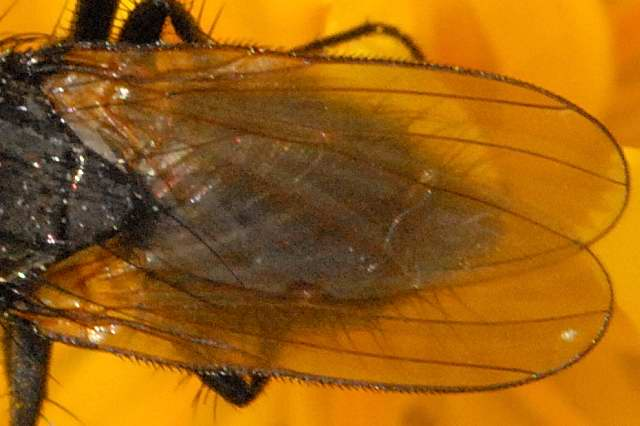